# Wytaczarka
Wytaczarka – rodzaj obrabiarki skrawającej służącej do wytaczania otworów o średnicy powyżej 40 mm i dużej precyzji wymiarowej. Wytaczarki stosowane są do wiercenia, rozwiercania, wytaczania z wrzeciona, wytaczania przy użyciu tarczy do planowania, wytaczania z podtrzymką oraz toczenia, gwintowania, frezowania i planowania.
Nazwa wytaczarka wynika z głównego przeznaczenia tego typu obrabiarki, jednak ze względu na jej budowę kinematyczną i możliwości obróbcze, funkcjonalność tego typu maszyny można rozpatrywać w znacznie szerszych kategoriach. Dlatego też najczęściej obecnie spotykanymi obrabiarkami, które możemy zaliczyć do tej grupy są:
- wiertarko-frezarki konwencjonalne,
- wiertarko-frezarki CNC,
- wiertarko-wytaczarki współrzędnościowe,
- wytaczarki precyzyjne (diamentowe).

Wytaczarki można również podzielić na następujące odmiany:
- jednowrzecionowe pionowe,
- wielowrzecionowe pionowe do wytaczania z góry w dół,
- wielowrzecionowe pionowe do wytaczania z dołu w górę,
- wielowrzecionowe z wrzecionami ułożonymi pod kątem (skośne) jednostronne lub dwustronne.